# Freies Theater
Freie Theater (auch Off-Theater, Offtheater oder Off-Off-Theater genannt) sind Theater neben dem etablierten Theaterbetrieb, die unkonventionelle Konzepte verfolgen, ein kleines oder kein festes Ensemble haben und mit einem geringen Budget auskommen müssen. Gelegentlich erhalten Freie Theater staatliche Subventionen.

## Begriffsherkunft
Die Theaterfreiheit hing im 19. Jahrhundert eng mit der Meinungsfreiheit und der Versammlungsfreiheit als erstrebten Werten zusammen. Die Vergabe von Spielgenehmigungen war reglementiert, und bis ins 20. Jahrhundert war die Theaterzensur der aufgeführten Stücke üblich. Als die Hoftheater nach dem Ersten Weltkrieg ihre Vorherrschaft verloren und durch die öffentlich-rechtlichen Theater des 20. Jahrhunderts ersetzt wurden, verstand sich das freie Theater in Europa als Freiraum gegenüber dem Stadt- oder Staatstheater und den kommerziellen Theateraufführungen der privaten Unternehmer.
Der Begriff Off-Theater ist an die seit den 1960er-Jahren übliche Bezeichnung Off-Broadway angelehnt. Freie Theatergruppen wie das Group Theatre stellten sich in New York City gegen die marktbeherrschenden, großen Theaterproduzenten wie das Theatrical Syndicate und später die Shubert Organization.
Bei den amerikanischen Vorbildern war eine staatliche Subventionierung nicht üblich, daher waren und sind sie von privaten Gönnern abhängig. In den meisten europäischen Ländern sind dagegen nicht die privaten kommerziellen Unternehmen und Stiftungen Träger des Theaterwesens, sondern Stadttheater und Staatstheater, die öffentlich finanziert werden. In Ergänzung zu ihnen etablieren sich freie Gruppen. In den Niederlanden bestreiten Freie Theater mittlerweile fast ausschließlich das öffentliche Theaterleben.
Ein Teil dieser Theater erhält eine finanzielle Förderung durch Steuermittel, wobei es sich in den meisten Fällen um Beiträge pro Produktion und selten um eine dauerhafte Unterstützung handelt. Zur Abgrenzung von den „etablierten“ Freien Theatern hat sich die Steigerung Off-Off-Theater als Bezeichnung für Bühnen ohne staatliche Förderung ergeben. Dabei handelt es sich teilweise um Amateurbetriebe, teilweise um professionelle Theaterkünstler, die Ausdrucksmöglichkeiten fern des etablierten Theaterbetriebs suchen. Organisiert sind eine Reihe von ihnen im Bundesverband Freier Theater und in den jeweiligen Landesverbänden ihrer Bundesländer sowie in städtischen Zusammenschlüssen wie zum Beispiel der Koalition der freien Szene Berlin, dem Netzwerk Freie Szene München e. V., dem Verein Freie Theater Stuttgart oder der Interessengemeinschaft Freie Theaterarbeit in Wien.

## Liste Freier Theater
Diese Liste ist nicht vollständig, einige Theater bestehen nicht mehr.

### Deutschland

#### Baden-Württemberg
Bad Liebenzell
- Freies Theater Bad Liebenzell

Horb
- das chamaeleon – THEATERWELTEN[11]

Lörrach
- Freies Theater Tempus fugit

Melchingen
- Theater Lindenhof, Burladingen

Stuttgart
- Figurentheater Wilde & Vogel, auch Leipzig

#### Bayern
München
- HochX
- Metropoltheater
- Pathos München
- Rationaltheater
- Schwere Reiter
- Teamtheater
- Theater am Sozialamt
- Theater Blaue Maus
- theater … und so fort
- Theater Viel Lärm um Nichts

Nürnberg
- Theater rote Bühne

#### Berlin
Die meisten Theater in Berlin sind freie Theater.
- Theater 89
- Theater unterm Dach

#### Brandenburg
Brandenburg an der Havel
- Event-Theater

Cottbus
- Piccolo Theater, Kinder- und Jugendtheater
- Puppentheater Regenbogen
- TheaterNative C, Kleine Komödie

Zäckeritzer Loose
- Theater am Rand, Oderbruch, von Thomas Rühmann

#### Hamburg
- Lichthof Theater[13]
- Theater das Zimmer

#### Hessen
Frankfurt am Main
- Die Dramatische Bühne

Marburg
- Theater neben dem Turm

#### Mecklenburg-Vorpommern
Rostock
- Compagnie de Comédie

#### Niedersachsen
Altenmedingen
- Jahrmarkttheater[14]

Hannover
- Eisfabrik
- Freies Theater Hannover
- Kindertheaterhaus Klecks
- Theater an der Glocksee
- Theater fensterzurstadt
- Theater im Pavillon
- theaterwerkstatt hannover

Hildesheim
- R.A.M. Kindertheater[15]
- Theaterhaus Hildesheim

Osnabrück
- Figurentheater

Visselhövede
- Theater Metronom

#### Nordrhein-Westfalen
Bochum
- Rottstraße 5 Theater
- Theater Total

Dortmund
- Theater im Depot

Düsseldorf
- Forum Freies Theater
- Theater der Klänge

Essen
- theater glassbooth, auch in Dortmund und weiteren Städten

Münster
- Freuynde + Gaesdte

Siegburg
- Studiobühne Siegburg

Wuppertal
- TalTonTheater[16]

#### Sachsen
Leipzig
- Figurentheater Wilde & Vogel, auch Stuttgart
- LOFFT
- Schaubühne Lindenfels
- Figurentheaterzentrum Westflügel Leipzig[17]
- Puppentheater Sterntaler[18]
- Cammerspiele Leipzig

#### Schleswig-Holstein
Flensburg
- Theaterwerkstatt Pilkentafel

#### Thüringen
Eisenach
- Theater am Markt

### Österreich
Graz
- LeBe – Theater Lechthaler-Belic
- Theater im Bahnhof

Innsbruck
- BRUX / Freies Theater Innsbruck[19]

Linz
- Theater Phönix[20]

Oberzeiring
- Theater Oberzeiring (THEO)

Wien
- Das Off Theater[21]
- Dramatisches Zentrum
- Rabenhof Theater (Theater im Rabenhof)[22]
- sirene Operntheater[23]
- Volxtheater Favoriten

Weitere Orte
- Bronski & Grünberg[24]

### Schweiz
Zürich
- Freies Theater Zürich

### Ehemalige Freie Theater
Deutschland
- Theater in der Washingtonallee, Hamburg
- Theater Sturmvogel, Reutlingen[25]

Österreich
- Theaterarbeiterkollektiv (Graz bzw. Salzburg bzw. Wien, 1977–1986)

## Off-Theater-Preise
- Nestroy-Theaterpreis/Beste Off-Produktion
- Stuttgarter Tanz- und Theaterpreis